# Llúcia de la Marca
Llúcia de la Marca (? - c. 1090) fou comtessa de Pallars Sobirà (c. 1060-c. 1090) i pretesament de Besalú (1054). Possiblement fou comtessa d'Urgell.

## Orígens familiars
Filla del comte occità Bernat I de la Marca i d'Amèlia, fou germana d'Almodis de la Marca, una influent noble de l'època que es casà amb el comte Ramon Berenguer I de Barcelona i de Rangarda de la Marca, muller del vescomte de Carcassona i Beziers.

## Vida pública
Llúcia va arribar a Barcelona en companyia de la seva germana Almodis i va passar a formar part de la política matrimonial del casal de Barcelona. Ramon Berenguer I la va prometre a Guillem II de Besalú, que s'havia significat per la seva resistència a reconèixer la sobirania del comte de Barcelona. El seu prometatge amb Llúcia de la Marca, al desembre de 1054, venia a segellar un pacte que Guillem de Besalú no va respectar. Aquest, tot i que havia fet donació a Llúcia de la dècima marital i dels comtats de Berga i de Ripoll, va trencar la paraula de matrimoni així com el jurament de fidelitat que havia fet al comte de Barcelona i va tornar a atacar les possessions d'aquest darrer.
Llúcia entra de nou en el joc d'aliances per matrimoni que manté Ramon Berenguer i es casa, l'any 1058, amb Artal I de Pallars Sobirà. Aquest matrimoni se segella amb la donació de la dècima marital i amb la cessió per part del comte de Pallars de deu castells de gran importància estratègica. La seva carta d'esponsalici (c. 1060) conté la promesa per part d'Artal de no abandonar mai Llúcia per cap motiu, excepte si aquesta contreia la lepra, així com a no actuar de manera que ella es vegi obligada a abandonar-lo. Diu textualment: «Et predictus Artallus, comes, non dimittat predictam Luciam, dum viva fuerit, per ullam occasionem, si leprosa non fueri; et predictus Artallus, comes, non faciat ullam calumpniam neque impossibilitate ad iam dictam Luciam, ut ipsa eum dimittere debeat» (LFM, 37).
Llúcia apareix en la documentació actuant juntament amb el seu marit, no únicament en actes de donacions i fundacions pietoses sinó en altres actes de caràcter polític i de gestió. Apareix representada a l'absis de Sant Pere de Burgal en actitud de donant.
A la mort d'Artal, el 1081, Llúcia va obtenir l'aixecament de la seva excomunió sobrevinguda a causa d'haver trencat una treva de Déu. Un cop vídua s'afirmà en el seu rol al capdavant del comtat. Apareix en la documentació actuant juntament amb el seu fill, el comte Artal II de Pallars Sobirà, com, per exemple, en la donació feta al monestir de Gerri de la Sal el 1081. En aquest moment sembla que ocupa un lloc preeminent en la política catalana. És juntament amb Ramon Berenguer III, la tutora dels fills d'Ermengol IV, segons ell mateix ordena en el seu testament, i membre del consell de regència del comtat d'Urgell durant la minoria d'Ermengol V. Va morir l'any 1091 poc abans que el seu fill Ot esdevingués bisbe d'Urgell.
Llúcia tingué un paper clau en el govern del comtat, desenvolupant relacions estratègiques amb el poder religiós i amb altres comtats. Impulsà obres romàniques cabdals al Pallars, algunes d'elles, com les pintures de l'absis de l'església de Santa Maria d'Àneu, atribuïdes al mestre de Pedret.

## Núpcies i descendents
Es casà el 1058 amb Artau I de Pallars Sobirà, comte de Pallars Sobirà, amb qui va tenir 1 filla:
- La infanta Maria de Pallars Sobirà

S'ha postulat que vers el 1065 es podria haver divorciat d'Artau i s'hauria casat amb Ermengol IV d'Urgell, de qui també s'hauria divorciat. En això, fou possiblement mare del comte Ermengol V. Tot i això, les dades no són concloents, i tenint en compte la potent vinculació al comtat de Pallars, resulta improbable, i en tot cas menyspreable.